# Joseph James DeAngelo
Joseph James DeAngelo, más néven Golden State Killer (Bath, 1945. november 8. –) sorozatgyilkos, sorozat-erőszaktevő és betörő, aki legalább 13 gyilkosságot, több mint 50 nemi erőszakot, valamint több mint 100 betörést követett el Kaliforniában 1974 és 1986 között. Úgy vélték, hogy Kaliforniában legalább három bűncselekményért felelős, amelyekért különböző beceneveket kapott a sajtóban, mielőtt nyilvánvalóvá vált, hogy ugyanaz a személy követte el valamennyi cselekményt. Sacramento térségében Keleti Erőszaktevőnek hívták, és egy magánnyomozó az elkövetés módja miatt további támadásokhoz kötötte Contra Costa megyében, Stocktonban és Modestóban. Később kaliforniai déli bűncselekményeiről az Eredeti Éjszakai Orvvadászként ismerték. A hasonló elkövetési mód és közvetett bizonyítékok alapján úgy gondolták, hogy mielőtt Sacramento területére költözött volna, betörőként kezdett tevékenykedni mint Visalia-i Fosztogató (Visalia Ransacker). Kigúnyolta és fenyegette áldozatait, valamint a rendőrséget obszcén telefonhívásokkal zaklatta.
Az évtizedekig tartó nyomozás során számos gyanúsítottat felmentettek a DNS-bizonyítékok segítségével, valamint alibivel, vagy más nyomozati módszerekkel. Egy 2001-es DNS-teszt kimutatta, hogy a Keleti Erőszaktevő és az Eredeti Éjszakai Orvvadász ugyanaz a személy. Az ügy szerepet játszott a Kalifornia állami DNS-adatbázis létrehozásában, melyben az összes, Kaliforniában vádolt és elítélt bűnözőtől gyűjtik a DNS-t. A tudatosság növelése érdekében, hogy a szabadlábon való gyilkos Kaliforniában működött, Michelle McNamara bűnügyi író 2013 elején megalkotta a "Golden State Killer" nevet.

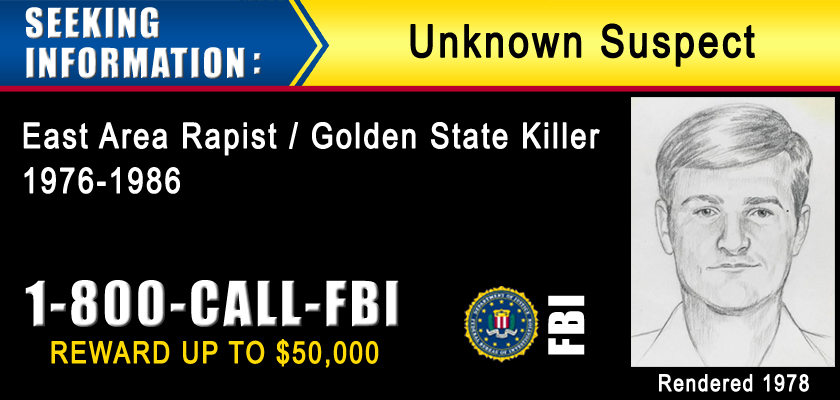
A 2016 júniusában országosan terjesztett hirdetési plakát

Az Egyesült Államok Szövetségi Nyomozó Irodája (FBI) és a helyi rendészeti szervek 2016. június 15-én sajtótájékoztatót tartottak az elfogására tett újabb országos erőfeszítésekről, és bejelentették: 50 000 dollár jutalmat kínálnak az elfogásáért. 2018. április 24-én a hatóságok megvádolták az amerikai haditengerészet 72 éves veteránját, Joseph James DeAngelo volt rendőrt nyolc rendbeli szándékos emberöléssel a DNS-bizonyítékok alapján. Ez volt az első bejelentés, amely a Visalia Ransacker-bűncselekményeket Golden State Killerhez kötötte. A kaliforniai 2017 előtti nemi erőszakkal kapcsolatos elévülési idő miatt DeAngelót nem lehetett vádolni az 1970-es években elkövetett nemi erőszakért, ám 2018 augusztusában megvádolták 13 kapcsolódó emberrablásért és rablási kísérlet miatt.
2020. június 30-án DeAngelót bűnösnek találták 13 rendbeli gyilkosságban, és augusztus 21-én tényleges életfogytiglanra ítélték.

## Joseph James DeAngelo
2018. április 24-én a Sacramento megyei seriff képviselői letartóztatták Joseph James DeAngelót, a kaliforniai Auburnben és Exeterben élő volt rendőrt. Nyolc rendkívüli körülmények között elkövetett első fokú gyilkossággal vádolták. Május 10-én a Santa Barbara megyei körzet ügyvédi irodája négy további számú első fokú gyilkosságot terjesztett elő.
DeAngelo azonosítása négy hónappal korábban kezdődött, amikor a tisztviselők, Paul Holes nyomozó és Steve Kramer ügyvéd feltöltötte a gyilkos DNS-profilját egy Ventura megyei nemi erőszakkészletről a GED match személyes weboldalra. A weboldal Golden State Killer 10-20 távoli rokonát azonosította (akik ugyanazon a ükszülők leszármazottai), akikből öt kutatócsoport Barbara Rae-Venter genealógussal kidolgozott egy nagy családfát. Két ügyben azonosítottak is gyanúsítottat (az egyiket egy rokon DNS-tesztjével kizárták), így DeAngelo maradt a fő gyanúsított. Április 18-án rejtett módon DNS-mintát gyűjtöttek DeAngelo autójának ajtófogantyújáról, majd később újabb mintát gyűjtöttek egy járda melletti szemétkosárban talált DeAngelo-szövetből. Mindkettőt a Golden State Killer-bűncselekményekkel kapcsolatos mintákhoz illesztették. DeAngelo letartóztatása után néhány kommentátor aggodalmának adott hangot a személyesen azonosítható adatok másodlagos felhasználásának etikája kapcsán.
DeAngelót nem lehetett erőszakkal vagy betöréssel vádolni, mivel az elévülési idő lejárt az említett bűncselekmények miatt, de 13 gyilkossággal és 13 emberrablással vádolják őt. DeAngelót Sacramentóban 2018. augusztus 23-án vádolták meg. 2018 novemberében hat érintett megye ügyészei együttesen úgy becsülték, hogy az eset 20 millió dollárba kerülhetett az adófizetők számára az elmúlt 10 évben. 2019. április 10-én a bírósági eljárás során az ügyészek bejelentették, hogy halálbüntetés kiszabására törekszenek, és a bíró úgy döntött, hogy a tárgyalás alatt kamerákat lehet engedélyezni a tárgyalóteremben. 2020. március 4-én DeAngelo felajánlotta bűneinek megvallását, ha a halálbüntetésről lemondanak.

### Életrajz
DeAngelo 1945. november 8-án született Bathban, New York államban Joseph James DeAngelo, Sr., Az Amerikai Egyesült Államok Légiereje pilótája és Kathleen Bosano gyerekeként. Két húga és egy öccse van. Egy rokon arról számolt be, hogy amikor DeAngelo kilenc- vagy tízéves volt, szemtanúja volt annak, hogy hétéves húgával két pilóta erőszakoskodott egy nyugat-németországi raktárban, ahol a család akkoriban élt.
1959–1960-ban a Rancho Cordova-i Mills Junior Gimnáziumba járt. 1961-től kezdve a Folsom Gimnáziumba járt, ahol 1964-ben megkapta a GED-bizonyítványt (érettségizett). Az iskola tartalék baseballcsapatában játszott. Az ügyészek arról számoltak be, hogy DeAngelo tizenéves korában betöréseket követett el, állatokat kínzott és ölt meg.
DeAngelo 1964 szeptemberében csatlakozott az Egyesült Államok Haditengerészetéhez, és 22 hónapig szolgált a vietnami háború alatt mint kárkezelő a USS Canberra és a USS Piemonte cirkálókon.
1968 augusztusától DeAngelo jelentkezett a rocklini Sierra Főiskolára, 1970 júniusában egyetemi diplomát szerzett rendészettudományból, kitüntetéssel.
1970 májusában DeAngelo eljegyezte Bonnie Jean Colwellt, a főiskolai osztálytársát, ám a nő megszakította a kapcsolatot. A nyomozók úgy vélik, ez kapcsolódhat ahhoz, hogy az egyik támadás során az elkövető azt mondta: "Utállak téged, Bonnie!".
1971-ben a Sacramento Állami Egyetemen főiskolai diplomát szerzett a büntető igazságszolgáltatás területén. Később posztgraduális kurzusokon és további rendőri képzéseken vett részt a visaliai Sequoias Főiskolán, majd 32 hetes rendőri szakmai gyakorlatot végzett a roseville-i rendőrőrsön.

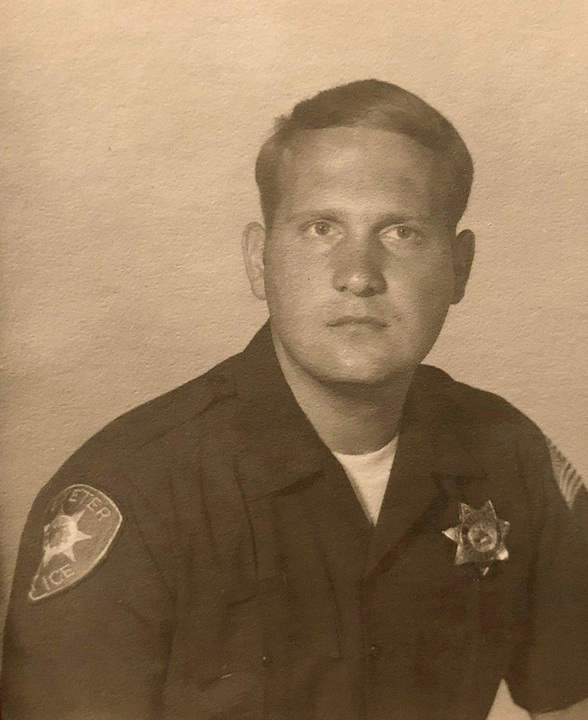
DeAngelo az exeteri rendőrség tisztjeként 1973-ban

1973 májusától 1976 augusztusáig a rendőrség betörési csoportjánál dolgozott Exeterben (5000 fős város Visalia közelében) majd elköltözött Citrus Heightsba. 1976-ban DeAngelót kinevezték őrmesterré, és az Exeteri Rendőrség "Közös támadás a betörés ellen" programjának felelőse volt. Ezt követően 1976 augusztusától 1979 júliusáig szolgált Auburnben, amikor egy kalapács és egy kutyariasztó ellopásáért letartóztatták; hat hónapos próbaidőre ítéltek és októberben elbocsátották.
1973 novemberében feleségül vette Sharon Marie Huddle-t Placerben. 1980-ban házat vásároltak Citrus Heightsban, ahol végül letartóztatták. Huddle ügyvéd lett 1982-ben, és három lányuk született, közülük kettő Sacramentóban és egy Los Angelesben, mielőtt 1991-ben szétköltöztek. 2018 júliusában Huddle beadta a válópert DeAngelo ellen. Végül 2019-ben elváltak.
Nem tudni biztosan, hogy az 1980-as években mivel is foglalkozott. Az 1990-es évektől 2017-es nyugdíjba vonulásáig teherautó-szerelő volt a Save Mart Supermarkets áruházlánc elosztóközpontjában. 1996-ban letartóztatták egy benzinkúti összetűzés miatt, de a vádat ejtették.
Testvére elmondta, hogy DeAngelo a bűncselekmények elkövetésének idején egy beszélgetés alkalmával véletlenül felemlítette a Keleti Erőszaktevőt. A szomszédok arról számoltak be, hogy DeAngelo gyakran volt hajlamos hangos, istenkáromló dühkitörésekre. Az egyik szomszéd elmondta, hogy a családja kapott tőle egy telefonüzenetet, amelyen a pokolba küldte őket az ugató kutyájuk miatt. Letartóztatásakor lányával és unokájával élt.

## Bűncselekmények

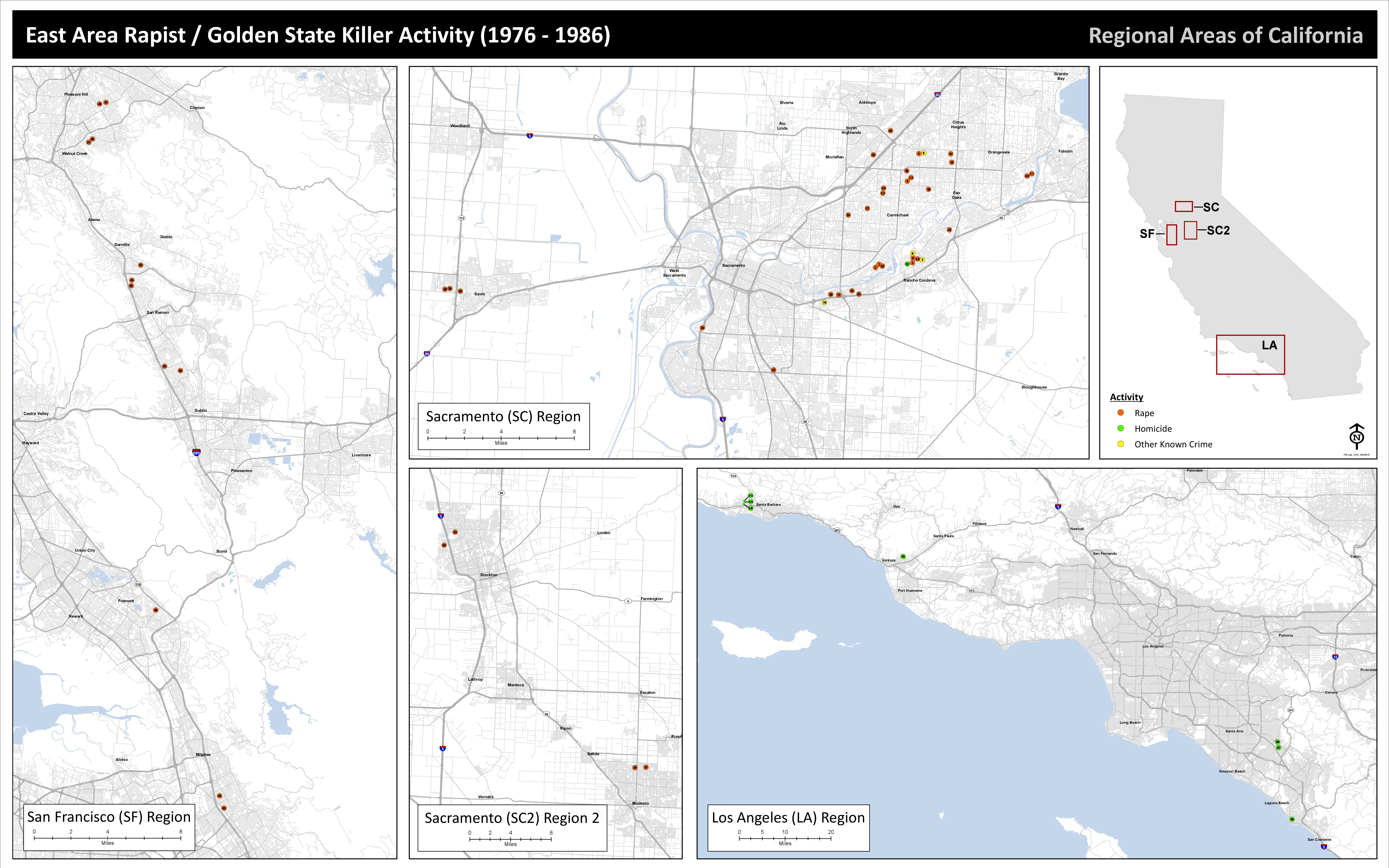
A Golden State Killer támadásait bemutató térképvázlatok

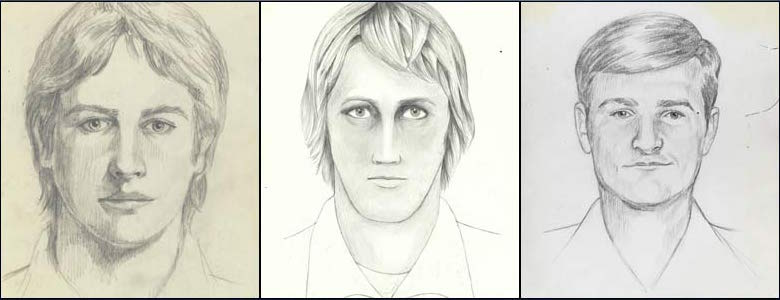
Az FBI által 2016-ban újra elővett ügy három fantomképe, amikről úgy gondolták, hogy lehet velük valamit kezdeni

A DNS-bizonyítékok nyolc gyilkosságot kötnek Golden State Killer nevéhez, melyeket Goleta, Ventura, Dana Point és Irvine-ban követett el, valamint két másik gyilkosság Goletában, amelyekre nincs DNS-bizonyíték, viszont a magánnyomozóknak sikerült összekapcsolni valami nyommal. A nyomozók azt gyanítják, hogy ugyanaz a gyilkos három másik gyilkosságban is részt vett: kettő Rancho Cordovában és egy Visaliában. Az elkövető több mint 50 ismert nemi erőszakot követett el a kaliforniai Sacramento, Contra Costa, Stanislaus, San Joaquin, Alameda, Santa Clara és Yolo megyékben, ezenkívül betörésekkel, lopásokkal, vandalizmussal vádolják.

### Visaliai fosztogató (1973–1976)
Angol eredetiben: Visalia Ransacker

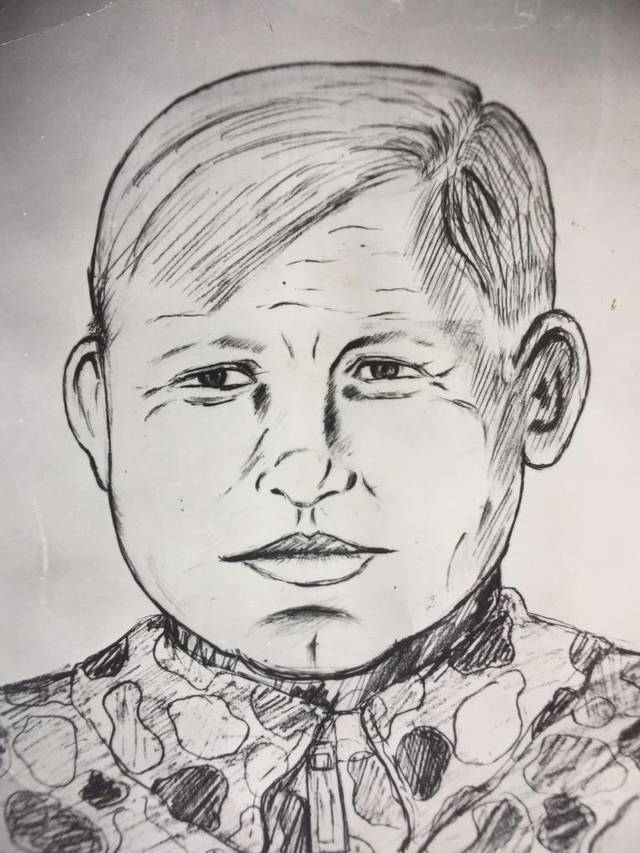
Egy mozaik (kompozit) fantomkép a Visalia-i fosztogatóról

Régóta gyanították, hogy a később Keleti erőszaktevőként ismert elkövető Visalia, Kalifornia területén kezdhette képezni magát.
Úgy gondolják, hogy DeAngelo felelős lehet egy rendbeli gyilkosságért, és körülbelül 120 rendbeli betörésért 20 hónap leforgása alatt.
2018. április végén a visaliai rendőrség vezetője kijelentette, hogy noha nincs DNS-minta, amely összeköti DeAngelót a közép-völgyi esetekkel, osztályának más bizonyítékai vannak, amelyek szerepet játszanak a nyomozásban, és hogy bíztos benne, hogy a Visalia-i fosztogatót elfogták. Bár a betörések elévülési ideje lejárt, DeAngelót hivatalosan 2018. augusztus 13-án vádolták meg Claude Snelling első fokú gyilkosságával, amit 1975-ben követett el. 2020-ban DeAngelo bűnösnek vallotta magát Claude Snelling meggyilkolásában.

#### Betörések
A betörések módjában (Modus operandi,MO) néhány közös pont:
- kerítéseken való átmászás, és kiépített utakon közlekedés, mint parkok, sétányok, árkok, és ösvények
- több behatolási pont, különösen ablakok keresése
- több menekülési pont nyitva hagyása, különösen az ablakok, valamint a ház, garázs ajtók, kert kapu
- az eltávolított ablakkereteket ágyakra vagy hálószobákba helyezi
- "figyelmeztető tárgyak", például edények, üvegek elhelyezése ajtókhoz, kilincsekre (Csörömpölésük által meghallja, ha jön valaki.)
- kesztyű viselése (lévén, hogy nem találtak ujjlenyomatokat)

### Keleti erőszaktevő (1976. június – 1979. július)
Angol eredetiben: East Area Rapist, EAR

#### Nemi erőszak
A táblázat a "kinyit" feliratra kattintva nyitható.
| #  | Dátum                         | Időpont | Helyszín                                              | Megye        |
| -- | ----------------------------- | ------- | ----------------------------------------------------- | ------------ |
| 1  | 1976. június 18., péntek      | 4:00    | Rancho Cordova, Kalifornia                            | Sacramento   |
| 2  | 1976. július 17., szombat     | 2:00    | Del Dayo Dr., Carmichael, Kalifornia                  | Sacramento   |
| 3  | 1976. augusztus 29., vasárnap | 3:20    | Rancho Cordova                                        | Sacramento   |
| 4  | 1976. szeptember 4., szombat  | 23:30   | Citrus Heights, Kalifornia                            | Sacramento   |
| 5  | 1976. október 5., kedd        | 6:45    | Citrus Heights                                        | Sacramento   |
| 6  | 1976. október 9., szombat     | 4:30    | Rancho Cordova                                        | Sacramento   |
| 7  | 1976. október 18., hétfő      | 2:30    | Del Dayo Dr., Carmichael                              | Sacramento   |
| 8  | 1976. október 18., hétfő      | 23:00   | Rancho Cordova                                        | Sacramento   |
| 9  | 1976. november 10., szerda    | 19:30   | Greenback Ln., Citrus Heights                         | Sacramento   |
| 10 | 1976. december 18., szombat   | 19:00   | Carmichael                                            | Sacramento   |
| 11 | 1977. január 18., kedd        | 23:00   | Glenbrook/College Greens, Sacramento, Kalifornia      | Sacramento   |
| 12 | 1977. január 24., hétfő       | 0:00    | Primrose Dr., Citrus Heights                          | Sacramento   |
| 13 | 1977. február 7., hétfő       | 6:45    | Crestview Drive és Madison Sgt., Citrus Heights       | Sacramento   |
| 14 | 1977. február 16., szerda     | 22:30   | Ripon Court                                           | Sacramento   |
| 15 | 1977. március 8., kedd        | 4:00    | Robertson és Whitney Sgt., Sacramento                 | Sacramento   |
| 16 | 1977. március 18., péntek     | 22:45   | Rancho Cordova                                        | Sacramento   |
| 17 | 1977. április 2., szombat     | 3:20    | Madison és Main Sgt., Orangevale, Kalifornia          | Sacramento   |
| 18 | 1977. április 15., péntek     | 2:30    | Madison és Manzanita sugárutak, Crestview, Kalifornia | Sacramento   |
| 19 | 1977. május 3., kedd          | 3:00    | Glenbrook/College Greens, Sacramento                  | Sacramento   |
| 20 | 1977. május 5., csütörtök     | 2:40    | Orangevale                                            | Sacramento   |
| 21 | 1977. május 14., szombat      | 3:45    | Greenback Ln. és Birdcage St., Citrus Heights         | Sacramento   |
| 22 | 1977. május 17., kedd         | 1:30    | Sand Bar Circle, Del Dayo Dr., Carmichael             | Sacramento   |
| 23 | 1977. május 28., szombat      | 1:00    | Fourth Parkway, South Area, Sacramento                | Sacramento   |
| 24 | 1977. szeptember 6., kedd     | 1:30    | Lincoln Village West                                  | San Joaquin  |
| 25 | 1977. október 1., szombat     | 1:30    | La Riviera és Tuolumne Dr., Rancho Cordova            | Sacramento   |
| 26 | 1977. október 21., péntek     | 3:00    | Elkhorn Blvd./Diablo Dr., Foothill Farms              | Sacramento   |
| 27 | 1977. október 29., szombat    | 1:45    | Woodson Sgt., Sacramento                              | Sacramento   |
| 28 | 1977. november 10., csütörtök | 3:00    | La Riviera Dr. a Watt Sgt. közelében, Sacramento      | Sacramento   |
| 29 | 1977. december 2., péntek     | 23:30   | Brett és Revelstoke Dr. Foothill Farms                | Sacramento   |
| 30 | 1978. január 28., szombat     | 22:15   | Winding Way, east of Walnut Ave., Sacramento          | Sacramento   |
| 31 | 1978. március 18., szombat    | 13:05   | Parkwoods, Stockton, Kalifornia                       | San Joaquin  |
| 32 | 1978. április 14., péntek     | 22:00   | Seamas and Riverside Aves., South Sacramento          | Sacramento   |
| 33 | 1978. június 5., hétfő        | 2:30    | Északkelet Modesto                                    | Stanislaus   |
| 34 | 1978. június 7., szerda       | 3:55    | UC Davis, Davis, Kalifornia                           | Yolo         |
| 35 | 1978. június 23., péntek      | 1:30    | Északkelet Modesto                                    | Stanislaus   |
| 36 | 1978. június 24., szombat     | 3:15    | Rivendell, Davis                                      | Yolo         |
| 37 | 1978. július 6., csütörtök    | 2:50    | Westwood Division, Davis                              | Yolo         |
| 38 | 1978. október 7., szombat     | 2:30    | Concord, Kalifornia                                   | Contra Costa |
| 39 | 1978. október 13., péntek     | 4:30    | Concord                                               | Contra Costa |
| 40 | 1978. október 28., szombat    | 4:30    | San Ramon, Kalifornia                                 | Contra Costa |
| 41 | 1978. november 4., szombat    | 3:30    | San José, Kalifornia                                  | Santa Clara  |
| 42 | 1978. december 2., szombat    | 4:30    | San José                                              | Santa Clara  |
| 43 | 1978. december 9., szombat    | 2:00    | Danville, Kalifornia                                  | Contra Costa |
| 44 | 1978. december 18., hétfő     | 18:30   | San Ramon                                             | Contra Costa |
| 45 | 1979. március 20., kedd       | 5:00    | Rancho Cordova                                        | Sacramento   |
| 46 | 1979. április 4., szerda      | 1:00    | Fremont                                               | Alameda      |
| 47 | 1979. június 2., szombat      | 23:30   | Walnut Creek, Kalifornia                              | Contra Costa |
| 48 | 1979. június 11., hétfő       | 4:00    | Danville                                              | Contra Costa |
| 49 | 1979. június 25., hétfő       | 4:00    | Walnut Creek                                          | Contra Costa |
| 50 | 1979. július 5., csütörtök    | 3:45    | Danville                                              | Contra Costa |

#### Gyilkosságok

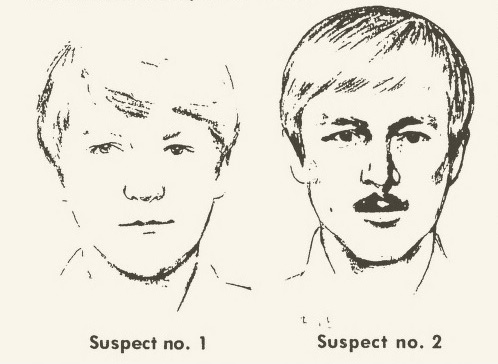
A Maggiore kettős gyilkosság gyanúsítottainak fantomképei

Egy fiatal Sacramentoi pár — Brian Maggiore, katonai rendész, aki a Mather légibázison szolgált, és felesége, Katie Maggiore — a kutyájukat sétáltatták Rancho Cordova környékén 1978. február 2-án este, a Keleti erőszaktevő öt támadásának helyszínéhez közel. Maggiorék az utcai konfontráció után elmenekültek, de üldözték, és végül agyonlőtték őket. Egyes nyomozók azt gyanították, hogy a Keleti erőszaktevő gyilkolta meg őket, mert a többi támadás helyszínéhez közel történt, és egy cipőfűzőt találtak a közelben. 2016. június 15-én az FBI bejelentette, hogy biztosak benne, hogy a Keleti erőszaktevő ölte meg a Maggiore házaspárt. 2020. június 29-én DeAngelo bűnösnek vallotta magát ezen gyilkosságokban.

### Eredeti éjszakai vadász (1979. október – 1986. május)
Angol eredetiben: Original Night Stalker, ONS.
| # | Dátum                        | Áldozat(ok)                                         | Helyszín               | Megye         |
| - | ---------------------------- | --------------------------------------------------- | ---------------------- | ------------- |
| 1 | 1979. október 1., hétfő      | Nem volt (gyilkossági kísérlet; meghiúsult támadás) | Queen Ann Lane, Goleta | Santa Barbara |
| 2 | 1979. december 30., vasárnap | Robert Offerman, Debra Manning                      | Goleta                 | Santa Barbara |
| 3 | 1980. március 13., csütörtök | Charlene & Lyman Smith                              | Ventura                | Ventura       |
| 4 | 1980. augusztus 19., kedd    | Keith & Patrice Harrington                          | Dana Point             | Orange        |
| 5 | 1981. február 6., péntek     | Manuela Witthuhn                                    | Irvine                 | Orange        |
| 6 | 1981. július 27., hétfő      | Cheri Domingo, Gregory Sanchez                      | Goleta                 | Santa Barbara |
| 7 | 1986. május 4., vasárnap     | Janelle Cruz                                        | Irvine                 | Orange        |

## Gyanúsítotti profil

### Ismert fizikai jellemzői
Az alábbi fizikai jellemzők biztosnak vehetőek a helyszínelés bizonyítékai, a tanúk vallomásai és a nyomozóhatóság egybehangzó megállapításai alapján:
- fehér férfi
- körülbelül 1,78 méter (5 láb 10 hüvelyk) testmagasság
- karcsú, sportos testalkat
- 43, 43 és feles cipő méret (EU szerint) 9, 9 és feles amerikai számozás szerint
- "A" vércsoportú
- Ondója nem tartalmaz vércsoport antigéneket [102]
- Fizikailag mozgékony és képes futásra, kerékpározásra és kerítéseken átmászni

#### A gyanúsított további fantomképei

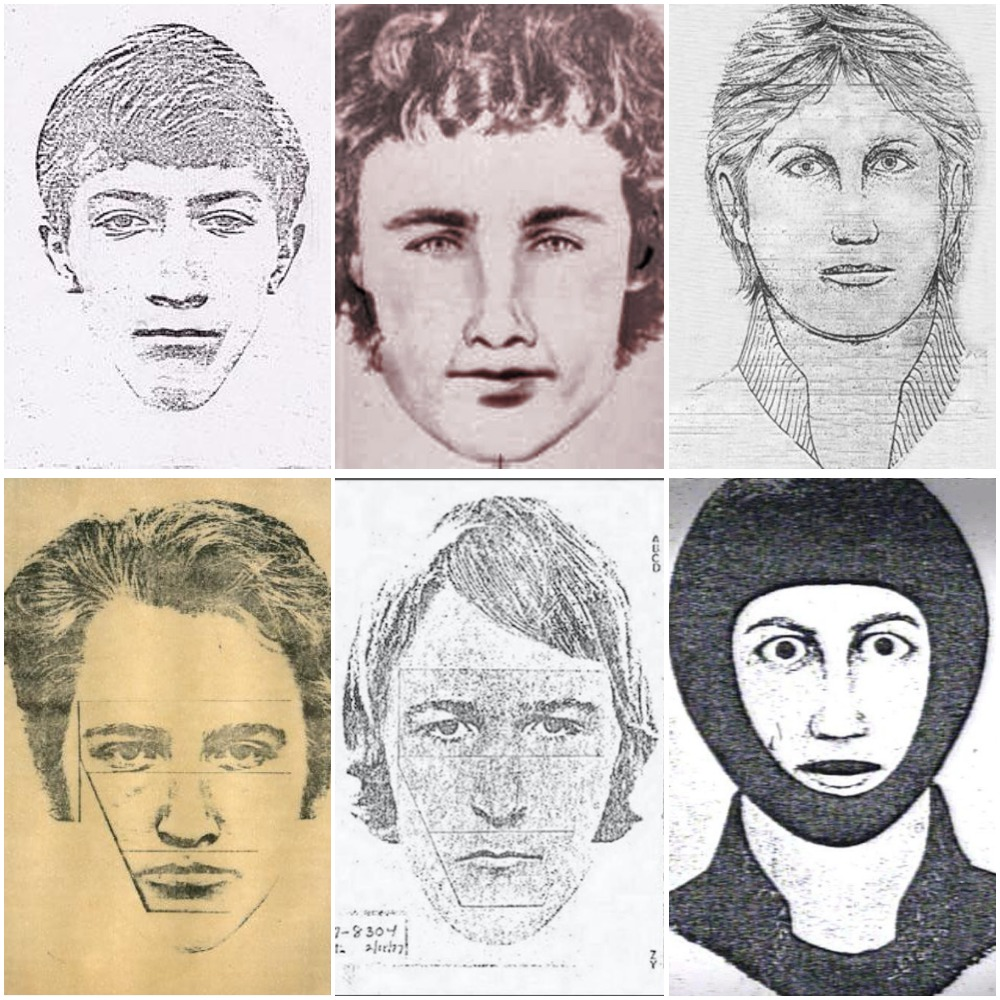
A gyanúsított további fantomképei

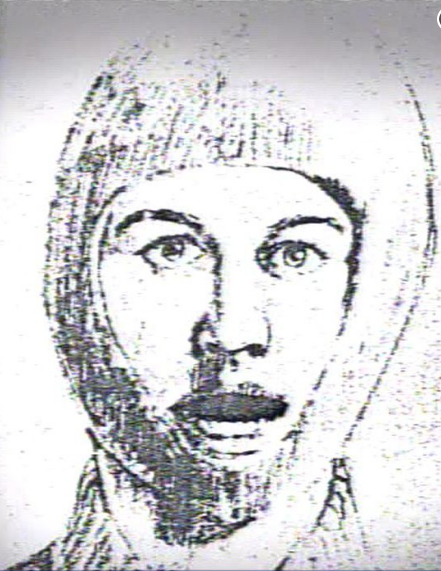
Egy áldozat leírása alapján az elkövető fiatal és kerek arcú, széles szemekkel, és széles szájjal.

A legtöbb áldozat a támadások előtt látta (vagy hallotta) a csavargót, és sokan rajta is kapták, hogy betört. A rendőrség úgy vélte, hogy az elkövető széles körű felderítést hajt végre a kiszemelt szomszédok megölése előtt - az ablakokat és az udvarokat jól megfigyelve, mielőtt kiválasztja áldozatát. Úgy gondolták, hogy időnként belépett leendő áldozatainak otthonába, hogy kinyissa az ablakokat, kiürítse a fegyvereket, és az áldozatok megkötözésére használható eszközöket hagyjon ott későbbi felhasználás céljából. Gyakran felhívta a jövőbeli áldozatokat, néha hónapokkal előtte, hogy megtanulja napi rutinjaikat.
Noha eredetileg egyedül a nőket és esetenként gyermekeiket célozta meg, az elkövető végül inkább a párok támadását részesítette előnyben. Szokásos módja az volt, hogy betört az ablakon vagy a tolóajtókon, és zseblámpával felébresztette az alvó személyeket, kézifegyverrel fenyegetve őket. Az áldozatokat ezután megkötözte, és bekötötte a szemeiket. A nőáldozatot általában arra kényszerítette, hogy kötözze meg a férfi társát, s majd azután kötözte ő meg a nőt. A kötések gyakran annyira szorosak voltak, hogy az áldozatok kezei órákig zsibbadtak, miután eloldozták azokat. Szétválasztotta a házastársakat, gyakran edényeket rakott a férfi hátára, és azzal fenyegette, hogy megöl mindenkit a házban, ha nem marad csendben. A nőt a nappaliba költöztette, és gyakran ismételten megerőszakolta, néha néhány órán keresztül folyamatosan.

#### Fantomkép a fejéről, az arcát kivéve
Az áldozatok a Keleti Erőszaktevő arcát fiatalnak és kereknek írták le, széles szemmel és széles szájjal jellemezték.
Az elkövető időnként órákat töltött az áldozatok otthonában, szekrényeket és fiókokat rabolva, míg nyugodtan evett a konyhából, sört ivott, majd újra megerőszakolta a nőket, vagy további fenyegetéseket tett. Az áldozatok néha azt gondolták, hogy elhagyta a házat, de aztán megint megjelent. Az elkövető általában tárgyakat lopott, személyes tárgyakat és kis értékű tárgyakat, de alkalmanként készpénzt és lőfegyvereket is.

### Jellemrajz (pszichológiai profil)
Leslie D'Ambrosia szerint, aki a jellemrajz fő szerzője, a Golden State Killer vélhetően a következő jellemzőkkel bír:
- A gyilkosságok kezdetén, 1979-ben 26 és 30 év közötti érzelmi érettség
- Magánéletében parafilikus, szexuális aberrációk és brutális szex foglalkoztatják
- Prostituáltakkal folytat szexuális kapcsolatot
- Van némi jártassága rendőrségi nyomozási módszerekben, és bizonyítékgyűjtési technikákban
- Szexuálisan funkcionális, képes ejakulációra beleegyező és nem beleegyező partnerekkel
- Jól öltözött és nem tűnne ki előkelő környéken
- 1980-ban a kaliforniai Ventura közelében élt vagy dolgozott
- Jó fizikai állapotnak örvend
- Képzett, tapasztalt betörő, vagy aki akként kezdte
- Tinédzserként bűncselekményeket követhetett le
- Szert tesz valamennyi jövedelemre, de nem dolgozik a kora reggeli órákban
- Utálja a nőket a tényleges (vagy vélt) sérelmei miatt
- Intelligens, és közérthetően fogalmaz
- Ügyes és jól szervezett a magánéletében, és jól karbantartott autót vezet
- Sok olyan ember ablakán kukucskált be, akiket nem támadott meg
- Nagy önbizalommal bír, magabiztos

## Nyomozás
A nyomozás során több ember is képbe került mint gyanúsított, de később tisztázták őket:
- Brett Glasby, Goletából, aki a Santa Barbara megyei nyomozók gyanúsítottja volt. Megölték Mexikóban 1982.-ben, Janelle Cruz meggyilkolása előtt; Ez kizárta őt a gyanúsítottak köréből[105]
- Paul "Cornfed" Schneider, az "Árja Testvériség" magasrangú tagja, aki Orange megyében élt  mikor a Harringtonokat, Manuela Witthuhnt, és Janelle Cruzt megölték. Egy DNS vizsgálat tisztázta 1990-es években.[106][107]
- Joe Alsip, az egyik áldozat, Lyman Smith barátja, és üzlettársa. Alsip lelkipásztora elmondta, hogy Alsip családtanácsadás közben vallotta be neki. Alsipot a Smith-gyilkosság miatt állították bíróság elé 1982-ben, de a vádakat később ejtették.[108][109] Végül 1997-ben DNS vizsgálattal bizonyítást nyert, hogy ártatlan.[110]

### Más gyanított gyilkosságok
Letartóztatása után DeAngelot az alábbi ügyekkel is gyanúsították:
Jennifer Armor megerőszakolásával és meggyilkolásával 1974-ben, Visaliaban. 1975-ben Exeterben történt nemi erőszakkal és gyilkossággal, az áldozat Donna Jo Richmond volt. Valamint egy nő és fia 1978-as meggyilkolásával Simi Valley-ban, de DNS-alapján felmentették mindhárom gyilkosság vádja alól.

## Telefonhívásai
A rendőrséget és korábbi áldozatait gúnyos, obszcén hívásokkal zaklatta, ezek:

### Én vagyok a Keleti erőszaktevő "I'm the East Side Rapist" (1977. március 18.)
1977. március 18-án a Sacramento megyei Sheriff hivatala három hívást kapott egy férfitől, aki a Keleti erőszaktevőnek mondta magát, ám egyik hívást sem rögzítették. Az első két hívás, melyet  16:15-kor, és 16:30-kor fogadtak, megegyezett, és a hívó nevetésével végződött, mielőtt bontotta a vonalat. Az utolsó hívás 17:00-kor futott be és a hívó azt mondta: Én vagyok a Keleti erőszaktevő, és már levadásztam a következő áldozatomat, és ti srácok nem tudtok elkapni engem. ("I'm the East Side Rapist and I have my next victim already stalked and you guys can't catch me.")

### Soha nem fogtok elkapni ("You're never gonna catch me") (1977. december 2.)
Egy férfi felhívta a sacramentoi rendőrséget, azt állítva, ő az erőszaktevő, és elmondta: Soha nem fogtok elkapni, a Keleti erőszaktevőt, ti buta gazemberek; Ma éjjel ismét ba..ni fogok. Vigyázzatok! ("You're never gonna catch me, East Area Rapist, you dumb fuckers; I'm gonna fuck again tonight. Be careful!") A hívást rögzítették, és később közreadták. Ahogy az előző hívásnál, a következő áldozatot megtámadták akkor este.

### Boldog Karácsonyt ("Merry Christmas") (1977. december 9.)
Az 1977-es karácsonyi szezonban egy áldozat korábbi támadójához köthető telefonhívást kapott. A hívó azt mondta neki, Boldog karácsonyt, ismét én vagyok ! ("Merry Christmas, it's me again!")

### Watt sugárút ("Watt Avenue") (1977. december 10.)
1977. december 10-én, kevéssel 22 óra előtt a sacramentoi hatóságok két azonos hívást kaptak, melyben azt mondták: Le fogok csapni ma este. Watt sugárút. ("I am going to hit tonight. Watt Avenue.") Mindkettőt rögzítették, és a hívót azonosították, mint azt a személyt, aki korábban, december 2-án is hívta őket. A rendőrség elrendelte, hogy kettőzni kell az őrt az éjjel; másnap hajnali 2:30-kor egy maszkos férfi elkerülte a tiszteket, miután a Watt sugárút hídján biciklizni látták. Mikor 4:30-kor ismét látták, eldobta a kerékpárt, és gyalog menekült. A bicikli lopott volt.

### Későbbi hívások (1982–1991)
1982-ben egy korábbi áldozat hívást kapott munkahelyére - egy étterembe -, amely során az erőszaktevő azzal fenyegetőzött, hogy újból megerőszakolja. Paul Holes, Contra Costa megyei nyomozó szerint az elkövetőnek biztosan látogatnia kellett az éttermet, és ott felismerte áldozatát.
1991-ben egy előző sértett kapott egy hívást az elkövetőtől, és egy percig beszélt vele. Egy nőt és gyermekeket hallott a háttérben, ami arra spekulációra vezetett, hogy családja van.

### Utolsó hívás (2001)
2001. április 6-án, egy nappal azután, hogy a Sacramento Bee egy cikke összekapcsolta az Eredeti Éjszakai Vadászt és az Keleti erőszaktevőt, egy áldozata hívást kapott tőle; azt kérdezve Emlékszel, amikor játszottunk? ("Remember when we played?")

## Családi reakció
DeAngelo a legtöbb bűncselekményt akkor követte el, amikor házas volt és családot alapított. Sem felesége, sem gyermekei soha nem gyanították, hogy súlyos bűncselekményeket követ el. Legidősebb lánya úgy gondolta, hogy ő a tökéletes apa, míg a felesége elhitte a indokait, hogy miért van távol otthonától.

## Fogvatartása
2020. november 3-án DeAngelo az North  Kern állami börtönbe került.
2021 februárjától DeAngelo "védőőrizetben" van a kaliforniai állami börtönben, Corcoranban.

## Fordítás
Ez a szócikk részben vagy egészben  a   Golden State Killer című angol Wikipédia-szócikk ezen változatának fordításán alapul.  Az eredeti cikk szerkesztőit annak laptörténete sorolja fel. Ez a jelzés csupán a megfogalmazás eredetét és a szerzői jogokat jelzi, nem szolgál a cikkben szereplő információk forrásmegjelöléseként.